# Max Kahane (Mediziner)
Max Kahane (* 13. Juni 1866 in Jassy, Fürstentum Rumänien; † 11. Januar 1923 in Wien) war ein rumänisch-österreichischer Arzt, Psychoanalytiker und Gründungsmitglied der Psychologischen Mittwoch-Gesellschaft in Wien.

## Leben
Max Kahane wurde in eine Familie mosaischen Glaubens hinein geboren. Der Vater war Privatbeamter. Kahane besuchte in Wien das Leopoldstädter Communal-Realgymnasium (heute: Sigmund-Freud-Gymnasium) und legte 1883 dort die Matura ab. Er studierte anschließend an der Universität Wien Medizin und wurde 1889 zum Doktor der gesamten Heilkunde promoviert. Er wurde danach Aspirant des k.k. Allgemeinen Krankenhauses Wien. 1895 wurde Kahane zu einem Ausschussmitglied des „Wiener Medizinischen Clubs“. Er demonstrierte in den 1890er Jahren zahlreiche medizinische Fälle in diesem Club. 1895 und 1896 besuchte Kahane die Vorlesungen von Sigmund Freud an der Universität Wien. Kahane wurde zum Freund von Sigmund Freud. 1902 sandte Freud eine Postkarte an Kahane, um ihn zu der Diskussionsrunde einzuladen, aus der später die Psychologische Mittwoch-Gesellschaft hervorging. Kahane gehörte gemeinsam mit Wilhelm Stekel, Alfred Adler und Rudolf Reitler zu den Gründungsmitgliedern dieser Gruppe. Bei den wöchentlichen Treffen der Gesellschaft wurde schwarzer Kaffee und Kuchen gereicht. Auch Zigaretten und Zigarren standen zur Verfügung und wurden gerne konsumiert.
Die Figur des kleinen Cohn war Gegenstand einer der ersten Sitzungen der Psychologischen Mittwoch-Gesellschaft (ab 1908 umbenannt in „Wiener Psychoanalytische Vereinigung“) in der Wohnung Sigmund Freuds, an der Wilhelm Stekel, Max Kahane, Rudolf Reitler, Alfred Adler und ein bislang nicht identifizierter Schriftsteller teilnahmen.
Bis 1907 nahm Max Kahane an den Mittwochabenden teil. Es kam dann allerdings zum Bruch mit Freud und Kahane blieb den Abenden fern.
Zum Bruch zwischen den Freunden Freud und Kahane war es gekommen, weil Kahane mit der oft ungehaltenen Art und Weise, wie Freud mit seinen Freunden umsprang, nicht zurechtkam. Max Kahane nahm an der ersten internationalen Zusammenkunft der Psychoanalytiker 1908 in Salzburg teil. Auf der Anwesenheitsliste in Salzburg wurde er, trotz seiner Anwesenheit, offiziell bereits nicht mehr geführt. Im Oktober 1909 war er noch einmal Gast der Wiener Psychoanalytischen Vereinigung.
Von 1901 bis zu seinem Tod war Kahane Inhaber und ärztlicher Leiter des „Instituts für physikalische Heilmethoden“ und arbeitete als Elektrotherapeut. Er behandelte mit Röntgenstrahlen, mit elektrischen Bädern, Heissluft, Vibrationsmassagen und der Finsen–Lampe. 1907 und 1908 wurde Kahane Sekretär der Gesellschaft für physikalische Medizin.
Kahane übersetzte im Jahr 1885 den zweiten Band der Vorlesungen von Jean-Martin Charcot ins Deutsche, nachdem zuvor Sigmund Freud den ersten Band übersetzt hatte. Auch übersetzte er Pierre Janets „Der Geisteszustand der Hysterischen“ (Die psychischen Stigmata).
Max Kahane arbeitete auch an der Abteilung für Nervenerkrankungen am „Ersten Öffentlichen Kinder-Kranken-Institut“ in Wien, zeitgleich mit Sigmund Freud. Dieses Institut hatte seit 1882 unter der Leitung des Kinderarztes Max Kassowitz (1842–1913) einen rasanten Aufschwung genommen.
Max Kahane schied am 11. Januar 1923 freiwillig aus dem Leben. Einen Tag später wählte Herbert Silberer, ebenfalls ein Mitglied der „Wiener Psychologischen Gesellschaft“, den Weg in den Freitod. Auch bei Herbert Silberer war es zu Differenzen mit Sigmund Freud gekommen. Silberer hatte wenige Monate vor seinem Freitod einen ablehnenden Brief von Sigmund Freud erhalten. Unter den Mitgliedern der Gesellschaft herrschte angesichts dieser beiden Suizide eine bedrückte Stimmung.

### Bruder Heinrich Kahane
Der Mediziner Heinrich Hersch Wolf Kahane war der ältere Bruder von Max Kahane. Heinrich Kahane wurde am 20. Juli 1862 als Sohn des Kaufmannes Philipp Pinkus Kahane (zirka 1843–1920) und Henriette, geborene Rosenheck (zirka 1839–1926) in Sereth in der Bukowina (heute: Sereth/Rumänien) geboren. 1888 heiratete er Sofie Seif. Heinrich Kahane studierte Medizin in Wien. Er beschäftigte sich mit der Elektro-Diagnostik und der Elektro-Therapie sowie vermehrt mit psychotherapeutischen Themen. Heinrich Kahane praktizierte und lehrte die vom Schweizer Psychiater und Psychotherapeuten Paul Charles Dubois (1848–1918) entwickelte Persuasionstherapie. Hier plante er auch die Gründung eines eigenen Vereins. Kurz vor dem Ersten Weltkrieg erschien seine Monographie „Grundzüge der Psychologie für Mediziner“, die ihn bekannt machte. Im Ersten Weltkrieg wurde Heinrich Kahane mit dem „Ehrenzeichen Zweiter Klasse“ des Roten Kreuzes ausgezeichnet. Nach dem Krieg befasste er sich mit der telepathischen Therapie von Neurosen.
Heinrich Kahane verstarb am 18. August 1924 in Baden bei Wien. Seine Ehefrau Sofie wurde 1944 im Konzentrationslager Auschwitz ermordet, nachdem sie zuvor bereits in Theresienstadt interniert worden war. Sie war, wie Heinrich Kahane auch, jüdischen Glaubens.

## Schriften (Auswahl)
- Grundriss der Inneren Medizin für studierende und praktische Ärzte, Leipzig 1901.
- Therapie von Erkrankungen des Respiratons- und Circualtionsapparates, Wien und Leipzig 1902.
- als Herausgeber: Medizinisches Handlexikon für praktische Ärzte. Unter Mitwirkung von Alfred Adler (Wien), Alfred Bass (Wien), Julius Baum (Berlin), Iwan Bloch (Charlottenburg), Rudolf Bum (Wien), A. Eitelberg (Wien), Otfried O. Felner (Wien), Paul Freund (Berlin), Adolf Th. Hecht (Wien), Ferdinand Kornfeld (Wien), Reinhold Ledermann (Berlin), Rudolf Neurath (Wien), Isidor Sadger (Wien-Gräfenberg), Moritz Teich (Wien), Hugo Weiss (Wien). Berlin Wien 1908
- Grundzüge der Elektrodiagnostik & Elektrotherapie, Berlin 1922.